# José Joaquin Ballivián
José Joaquín Ballivián Achondo (* 22. April 1993 in Santiago de Chile) ist ein chilenischer Leichtathlet, der im Kugelstoßen und im Diskuswurf startet.

## Sportliche Laufbahn
Erste Erfahrungen bei internationalen Meisterschaften sammelte José Joaquin Ballivián im Jahr 2009, als er bei den Jugendweltmeisterschaften in Brixen mit einer Weite von 18,27 m in der Qualifikationsrunde im Kugelstoßen ausschied. Anschließend gewann er bei den Juniorensüdamerikameisterschaften in São Paulo mit 16,09 m die Bronzemedaille mit der 6-kg-Kugel. Im Jahr darauf nahm er an den erstmals ausgetragenen Olympischen Jugendspielen in Singapur teil und wurde dort mit 20,36 m Sechster im A-Finale. Anschließend siegte er bei den Jugendsüdamerikameisterschaften in Santiago de Chile mit 20,53 m im Kugelstoßen und gewann im Diskuswurf mit 53,99 m die Bronzemedaille. 2011 belegte er bei den Panamerikanischen Juniorenmeisterschaften in Miramar mit 18,19 m den vierten Platz im Kugelstoßen und anschließend siegte er bei den Juniorensüdamerikameisterschaften in Medellín mit 19,31 m im Kugelstoßen und belegte im Diskusbewerb mit 49,10 m den achten Platz. Im Jahr darauf belegte er bei den Juniorenweltmeisterschaften in Barcelona mit 19,47 m den neunten Platz im Kugelstoßen und anschließend gewann er bei den U23-Südamerikameisterschaften in São Paulo mit 17,28 m die Bronzemedaille hinter den Brasilianern Darlan Romani und William Braido. 2013 schied er bei der Sommer-Universiade in Kasan mit 17,27 m in der Qualifikationsrunde aus und anschließend belegte er bei den Juegos Bolivarianos in Trujillo mit 16,42 m den fünften Platz. 2023 gelangte er bei den Südamerikameisterschaften in São Paulo mit 17,28 m auf den sechsten Platz im Kugelstoßen und im Jahr darauf wurde er bei den Hallensüdamerikameisterschaften in Cochabamba mit 17,37 m Fünfter.
In den Jahren 2019 und von 2021 bis 2023 war Ballivián chilenischer Meister im Kugelstoßen.

## Persönliche Bestzeiten
- Kugelstoßen: 18,15 m, 2. Juli 2011 in Santiago de Chile
- Diskuswurf: 50,41 m, 16. April 2017 in Santa Cruz de la Sierra